# Korňa
Korňa je obec v severozápadním Slovensku v Žilinském kraji a okrese Čadca. V katastru obce se nachází několik zajímavostí, především přírodní vývěr ropy, přírodní památka Korňanský ropný pramen.
Na hřebeni mezi Korňou a Turzovkou, jmenovitě na úbočí vrchu Živčák (též Živčáková) došlo v roce 1958 údajně ke zjevení Panny Marie. Nedaleko místa zjevení stojí kaple zasvěcená P. Marii a je zde upraveno několik pramenů, jejichž vodám jsou připisovány zázračné účinky. 
Sousedními obcemi jsou Vysoká nad Kysucou, Klokočov, Turzovka a Bílá.
Na vrchu Živčáková (v katastru obce Korňa) byl v roce 2015 vysvěcen nový chrám pro 3 tisíce poutníků – Chrám Panny Marie Matky Církve. V roce 2023 byla vesnice oceněná titulem Dedina roku.
Obec leží od hlavního města Bratislavy 217 km, krajského města Žiliny 45,5 km a okresního města Čadca 21,2 km.

## Fotogalerie

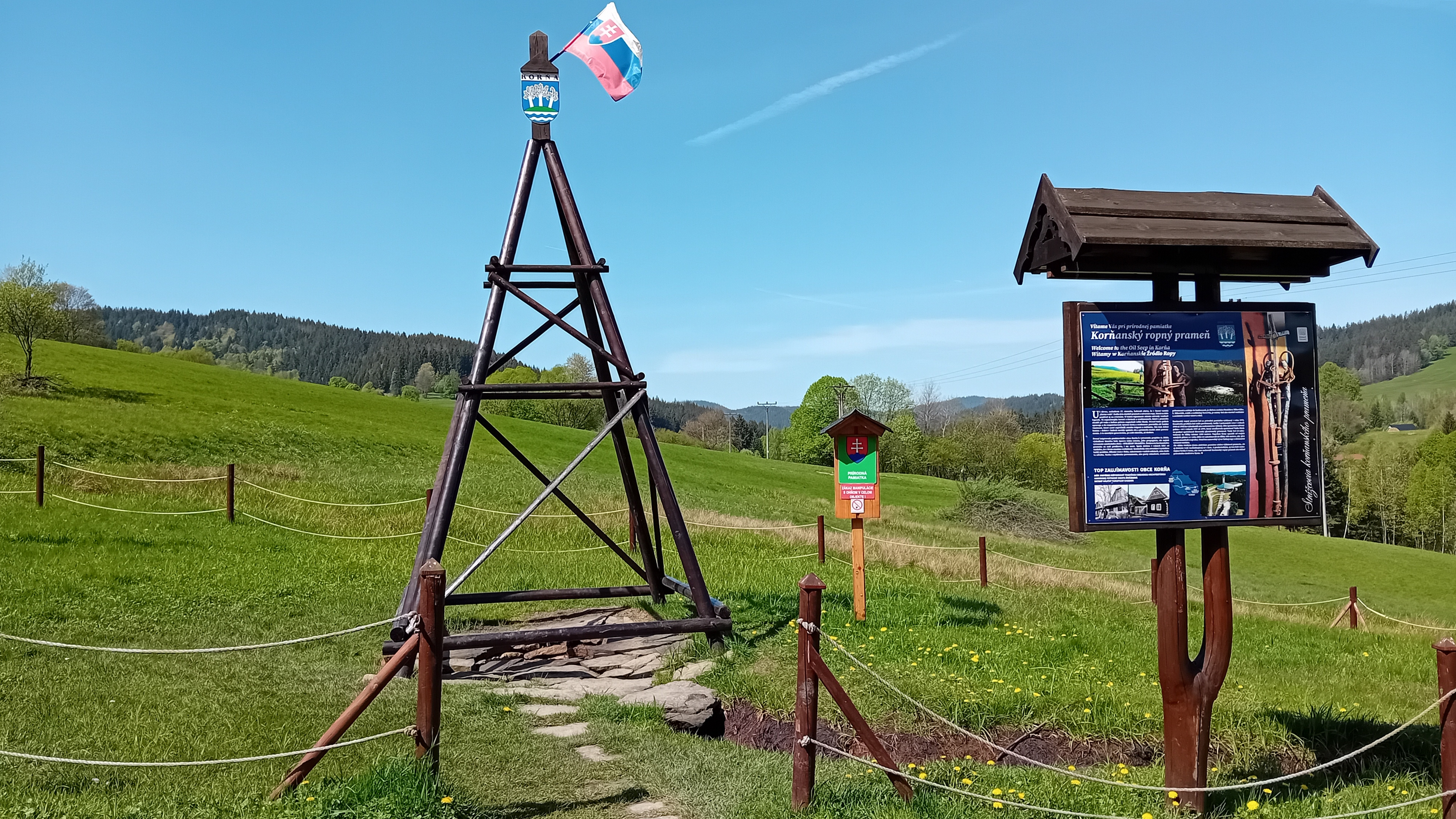
Korňanský ropný pramen
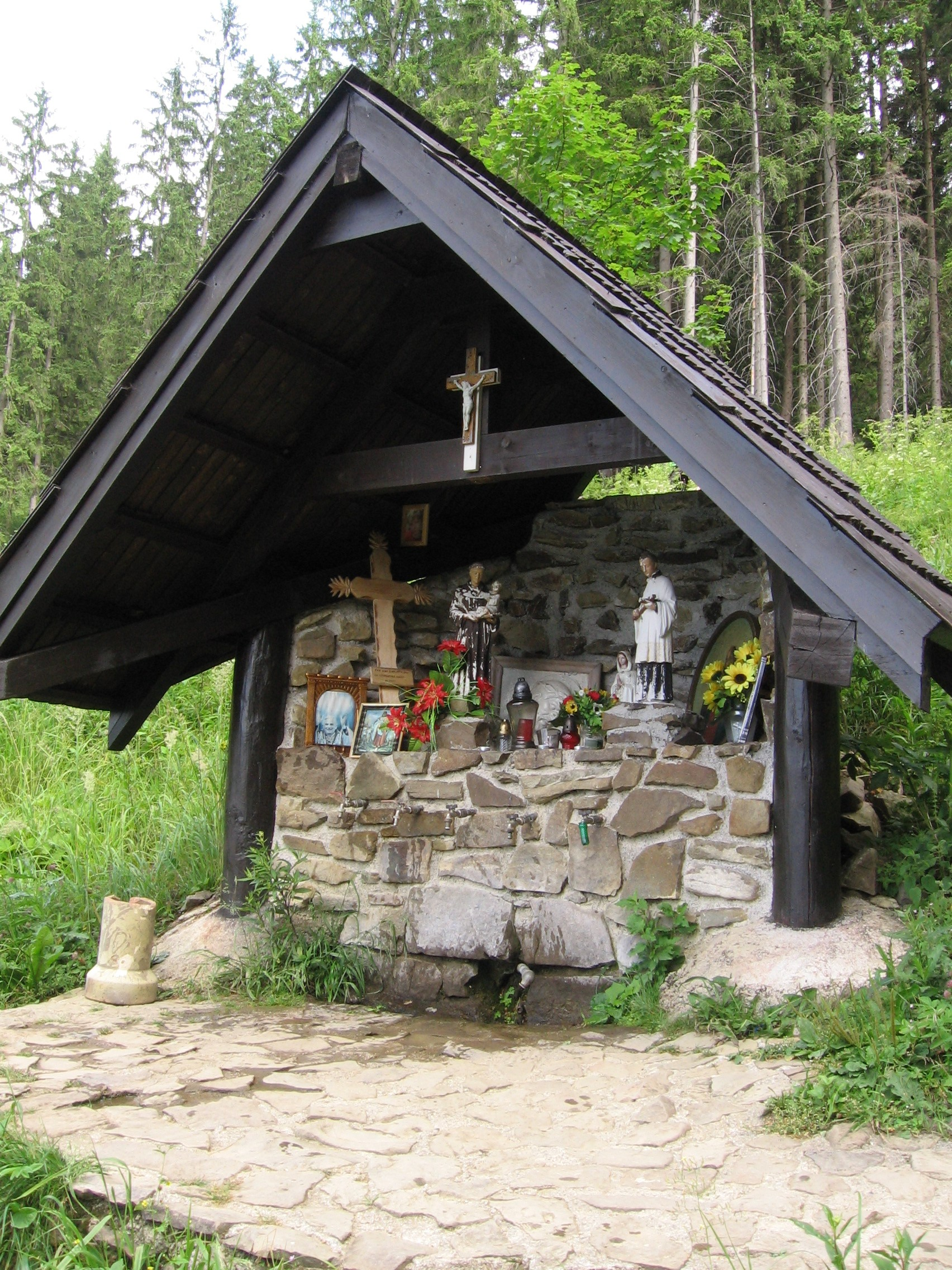
Pramen sv. Antonína na Živčákové
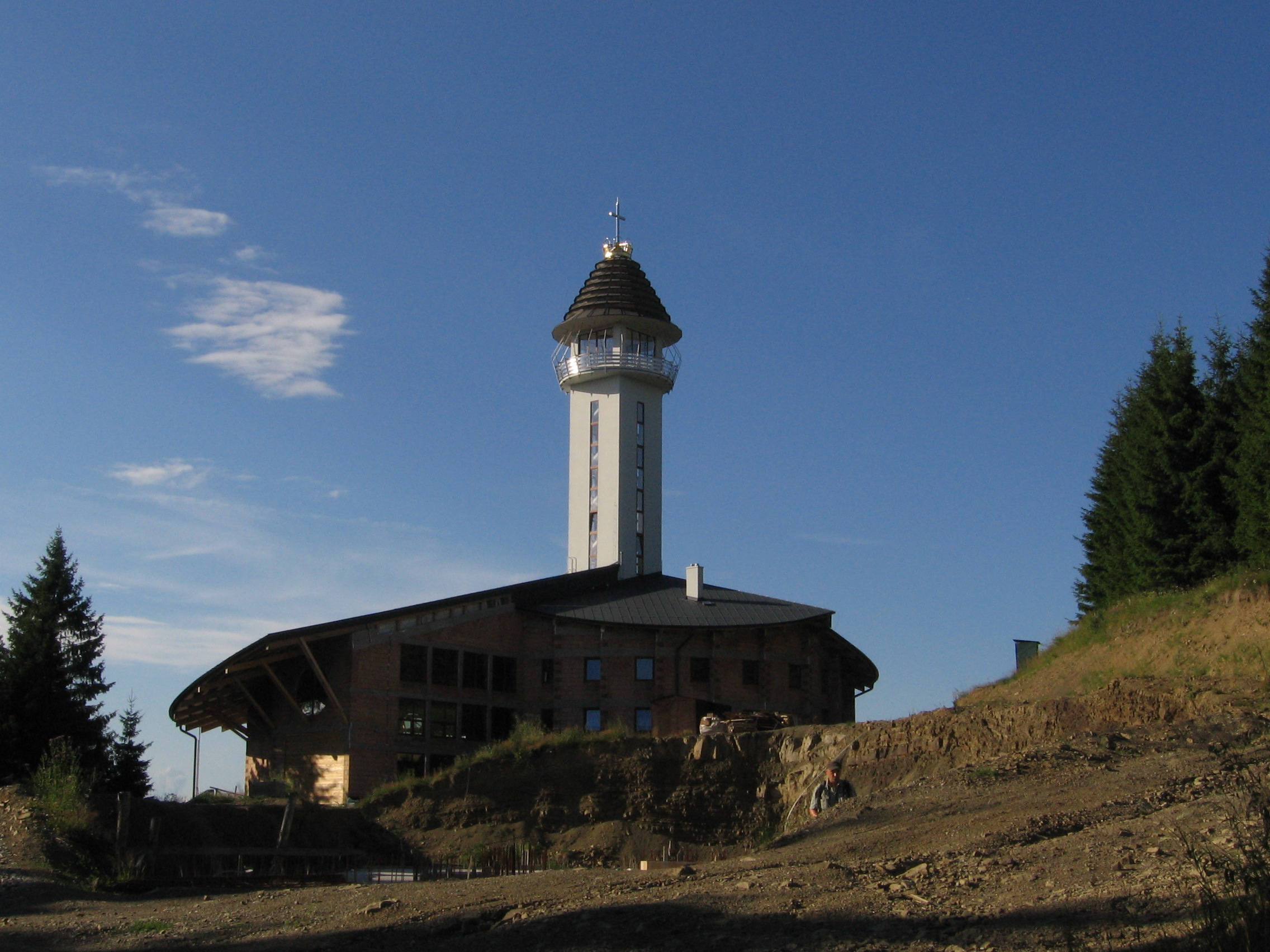
Rozestavěný Chrám Panny Marie Matky Církve, 2012
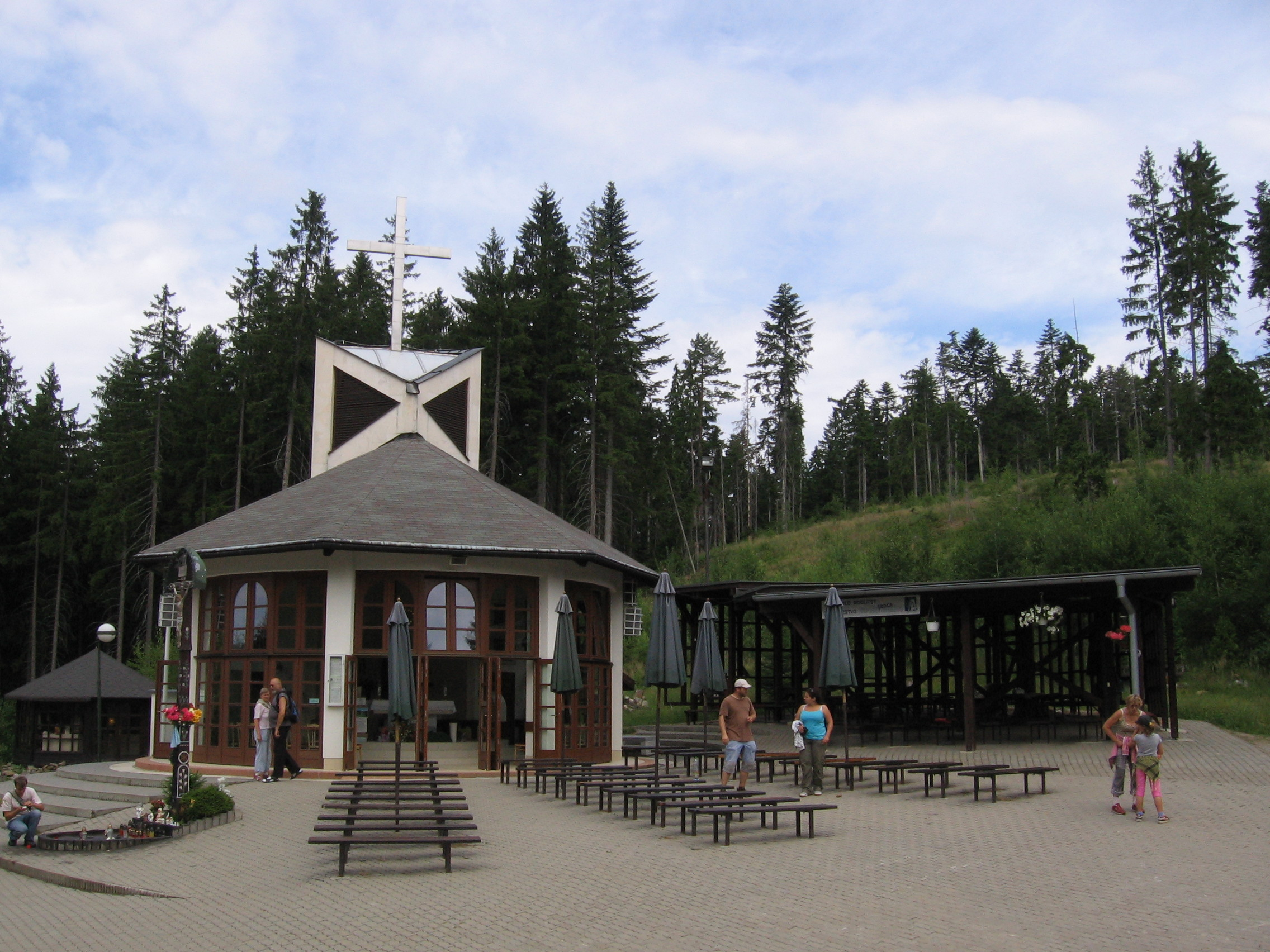
Kaple na Živčákové
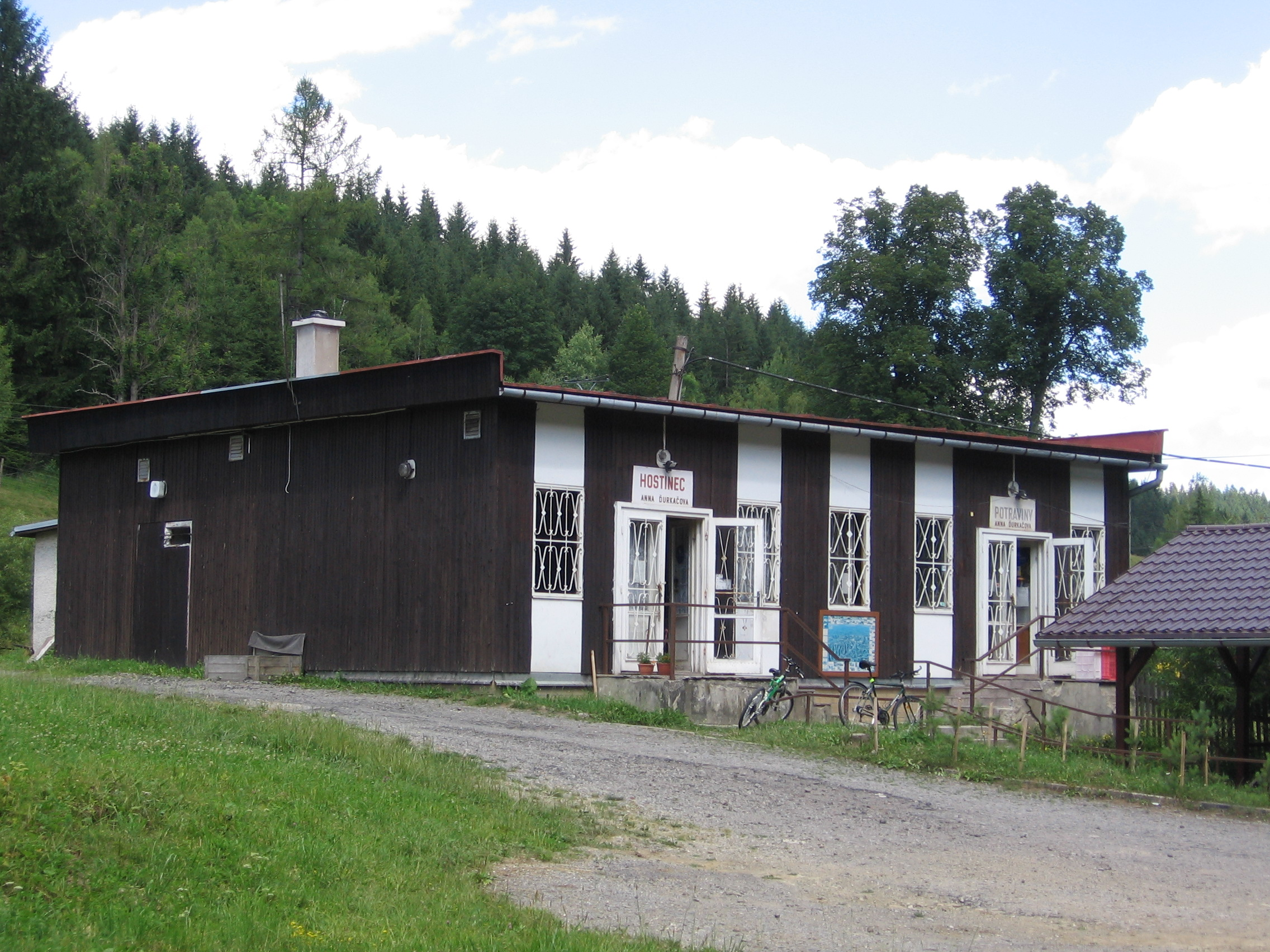
Hospoda a obchod
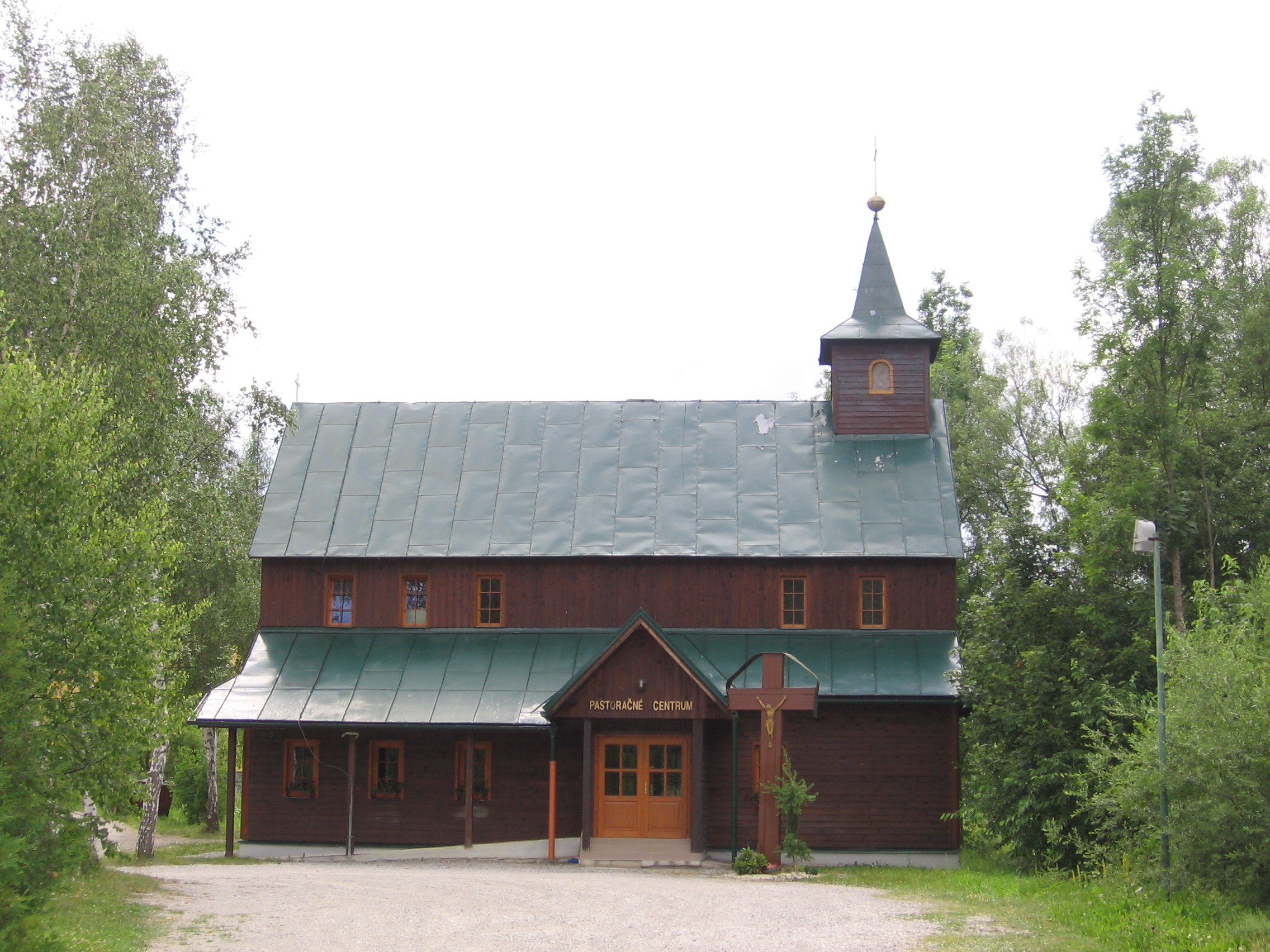
Starý kostel, nyní pastorační centrum
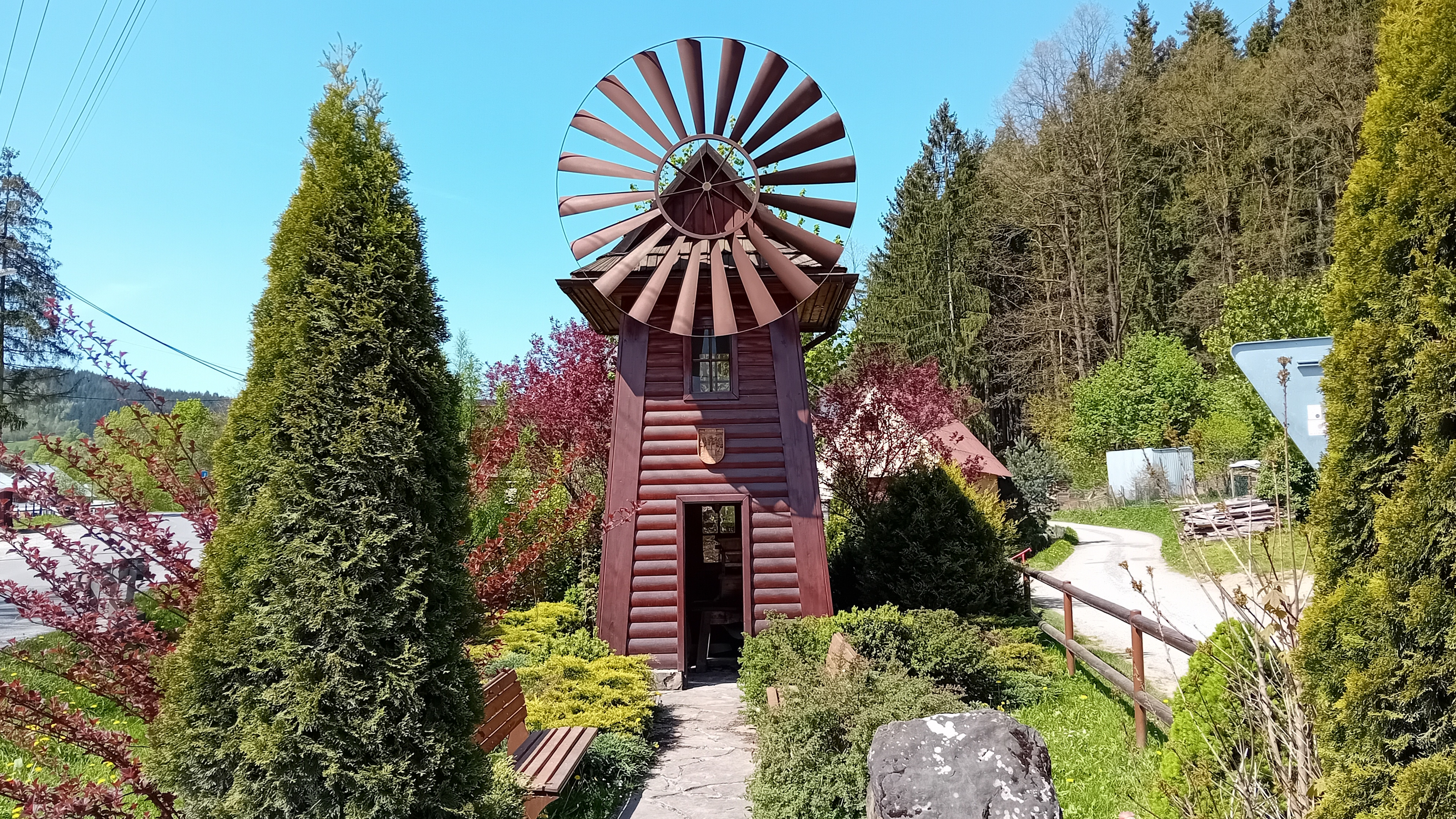
Větrný mlýn